# Beate Sander
Beate Sander, geborene Jaenicke (* 16. Dezember 1937 in Rostock; † 28. September 2020), war eine deutsche Realschul- und Volkshochschullehrerin sowie Autorin. Sie schrieb pädagogische Lehr-, Lern- und Arbeitsbücher sowie eine Vielzahl von Ratgebern über die Investition in Aktien, darunter den Bestseller Der Aktien- und Börsenführerschein, der zehn Auflagen erreichte. Auch schrieb sie Börsenkolumnen, unter anderem bei der Bild-Zeitung. Ferner war sie Lehrbeauftragte der EBZ Business School in Bochum und trat als Talkshow-Gast im Fernsehen auf. In vielen Medien wurde sie als „Börsen-Oma“ rezipiert.

## Leben
Beate war das dritte Kind ihrer Eltern. Einen Luftangriff im Zweiten Weltkrieg überlebte sie 1944 im Schutzbunker, den ihr Vater für die Familie angelegt hatte. Die DDR verließ sie im Alter von 13 Jahren und zog nach Westdeutschland. Dort lebte sie in Ulm. Über eine Begabtenprüfung schaffte sie es ins Lehramt und arbeitete vom 21. bis zum 66. Lebensjahr durchgehend in Vollzeit als Realschullehrerin. Sie unterrichtete an der Inge-Aicher-Scholl-Realschule in Neu-Ulm, außerdem an der Volkshochschule. Daneben zog sie zwei Kinder aus ihrer Ehe mit Günther Sander groß.
1996, als 59-Jährige, kaufte sie die „Volksaktie“ Deutsche Telekom als ihr erstes Wertpapier. Nach eigenen Angaben begann sie mit einem Startkapital von rund 60.000 DM und erwirtschaftete durch Investition in weitere Aktien innerhalb von 15 Jahren ein Vermögen von einer Million Euro, das sie bis zu ihrem Tod auf fast drei Millionen Euro steigerte.
Beate Sander starb im Alter von 82 Jahren an einem Krebsleiden.

## Schriften (Auswahl)
- mit Hans Karpenstein: Art und Bau der wichtigsten Kurzschriften. Winklers Verlag, Darmstadt 1967.
- mit Albrecht Adamo: Sozialarbeit für Realschulen. Ein modernes Lehr- und Arbeitsbuch. Winklers Verlag, Darmstadt 1974.
- mit Uwe Sander (Sohn): Schwierige Schüler – schwierige Lehrer? Neue Wege des Konfliktmanagements im Schulalltag. Winklers Verlag, Darmstadt 1997, ISBN 3-8045-3712-X.
- mit Eckehardt Knöpfel: Wer bin ich und wer bist du? Ein modernes Lern- und Arbeitsbuch. Westermann, Braunschweig, Band 1, 1998, ISBN 3-8045-3081-8, Band 2, 2000, ISBN 3-14-453082-4.
- mit Jens Kujawa: Börseneinstieg mit Spaß und Spannung. Winkler Verlag, Darmstadt 2002, ISBN 3-8045-3817-7.
- Die besten Aktienstrategien für Fortgeschrittene. Endlich Millionär werden mit breit gestreuter Langzeitanlage. 5., vollständig überarbeitete Auflage. FinanzBuch, München 2019, ISBN 978-3-95972-241-4.
- Der Aktien- und Börsenführerschein. Aktien statt Sparbuch – die Lizenz zum Geldanlegen. 10., überarbeitete und aktualisierte Auflage. FinanzBuch, München 2020, ISBN 978-3-95972-279-7.
- Die richtige Geldanlage in Krisen und im Crash. Wie Sie 5 000 € bis 50 000 € sicher in Aktien, ETFs und Aktienfonds anlegen. FinanzBuch, München 2020, ISBN 978-3-95972-378-7 (mit Börsenlexikon).
- Gutes Gewissen und dennoch erfolgreich. Börsenerfolgsformel Nachhaltigkeit – Anlage in Aktien, ETFs und Fonds. FinanzBuch, München 2020, ISBN 978-3-95972-335-0.
- Reich werden mit Familienunternehmen. Die besten und nachhaltigsten Renditeperlen an der Börse. FinanzBuch, München 2020, ISBN 978-3-95972-336-7.
- mit Katja Heijnen: Beate Sander. Wie man reich und weise wird. Die Biografie der erfolgreichsten Börsenexpertin Deutschlands. FinanzBuch, München 2021, ISBN 978-3-95972-429-6.